# بوئینگ استارلاینر
بوئین استارلاینر (انگلیسی: Boeing Starliner؛ یا سی‌اس‌تی-۱۰۰) کلاسی از فضاپیمای قابل استفادهٔ مجدد به‌صورت موردی است که برای حمل خدمه به ایستگاه فضایی بین‌المللی (ISS) و سایر مقصدها در مدار پایینی زمین طراحی شده است. این فضاپیما توسط بوئینگ ساخته شده است و برنامه تجاری سرنشین‌دار (CCP) ناسا مشتری اصلی آن است. این فضاپیما از یک کپسول سرنشین، که می‌تواند حداکثر در ۱۰ مأموریت مورد استفاده قرار گیرد، و یک ماژول سرویس قابل گسترش تشکیل شده است.
کپسول این فضاپیما دارای قطری برابر با ۴٫۵۶ متر (۱۵ فوت) که نسبت به ماژول فرماندهی آپولو یا اسپیس‌اکس کرو دراگن کمی بزرگتر، و از کپسول اوریون آرتمیس کوچک‌تر است. استارلاینر می‌تواند حداکثر هفت نفر خدمه را در خود جای دهد و تا هفت ماه در ایستگاه فضایی بین‌المللی پهلو بگیرد. استارلاینر سوار بر اتلس ۵ از مجموعه پرتاب فضایی ۴۱ در ایستگاه نیروی فضایی کیپ کاناورال در فلوریدا پرتاب شده است.
پس از چندین دور قرارداد توسعهٔ رقابتی در قالب برنامهٔ تجاری سرنشین‌دار در سال ۲۰۱۰، ناسا در دور قرارداد قابلیت حمل و نقل خدمه تجاری، استارلاینر را در کنار اسپیس‌اکس کرو دراگن انتخاب کرد. نخستین پرواز سرنشین‌دار آزمایشی در ابتدا قرار بود در سال ۲۰۱۷ انجام شود.
با این حال، نخستین پرواز مداری آزمایشی بدون نام، تحت تأثیر ناموفق بودن بخش‌های از پرواز آزمایشی، تا پیش از ۲۰ دسامبر ۲۰۱۹ انجام نشد. انجام دومین پرواز مداری آزمایشی الزامی بود که تکمیل آن برای بوئینگ بیش از ۲ سال زمان برد و در ۱۹ مهٔ ۲۰۲۲ به پایان رسید. پس از چندین تأخیر دیگر، پرواز آزمایشی سرنشین‌دار در ۵ ژوئن ۲۰۲۴ با موفقیت انجام شد.
به دلیل تأخیرهای متعدد، بوئینگ در این پروژه متحمل ضرری بالغ بر بیش از ۱٫۵ بیلیون دلار شد. این پروژه با بررسی‌های دقیق بازرس ارشد ناسا نیز مواجه شده است که هزینهٔ سفر برای هر سرنشین را برابر با ۹۰ میلیون دلار تخمین زده است؛ مبلغی که بیش از ۶۰٪ بیشتر از کرو دراگن است که هزینهٔ سفر هر سرنشین آن ۵۵ میلیون دلار است.